# Pamutgyári tűz
A pamutgyári tűz néven ismert tűzeset 1977. január 3-án Újpesten, a Magyar Pamutipar Rt. (MPI) gyárának I. sz. fonodájában (Fonó I) és több más épületében bekövetkezett ipari baleset. A 7 órán át tomboló tűz során személyi sérülés nem történt, de – akkori áron – 120 millió forintos anyagi kár keletkezett. A tüzet valószínűleg elektromos szikra okozta.

## A baleset körülményei
A tüzet 1977. január 3-án, a karácsonyi és újévi üzemszünetet követő első munkanapon, hajnali 2 óra 59 perckor észlelték a gyár fonodájában felfűtést végző technikusok. Bár a tűz keletkezésének pontos okát később sem sikerült kideríteni, a feltételezések szerint a tűz oka „valamelyik fénycsőarmatúra kondenzátorában keletkezett szikra”, majd „a ventilátorlapát kidobott egy parazsat, és az álmennyezetet elborító kóc és textilpor végigégett, mint a lőpor, a lyukakon keresztül egymillió szemben hullott lefelé a tűz – külön balszerencsére a turbinás gépek vázát nem fémből, hanem műanyagból gyártják”.
A tűz oltásában a IV–XV. Kerületi Tűzoltóság munkatársai, a gyári tűzoltóság, valamint a gyár dolgozói vettek részt az Országos Tűzoltó-parancsnokság irányítása alatt. A lángokat 7 órán át tartó küzdelemben, délelőtt 10 órára sikerült eloltani. Megsemmisült a 4000 négyzetméteres faszerkezetű fonócsarnok (a BD fonoda), a hozzá tartozó raktárhelyiség, valamint az előkészítő csarnok egy része, továbbá 39 korszerű fonógép, a bent tárolt nyersanyagok, félkésztermékek. Az anyagi kár elérte a 120 millió forintot.

## Az első intézkedések
A Magyar Pamutipar ekkor már – 1963 óta – a Pamutnyomóipari Vállalat (PNYV) 1. sz. gyáregységeként működött. A tűz a Fonó I-ben ütött ki. A központ és a gyáregység vezetősége a legfontosabb tennivalókat lényegében a következőkben határozta meg:
- A tűzzel érintett helyen dolgozó fonómunkásokat a PNYV más gyáraiban (Keltex, Kistext), hasonló gépekhez kell ideiglenesen áthelyezni, napi oda- és visszaszállításukról az MPI autóbuszokkal gondoskodik. A fonalgyártáshoz szükséges előgyártmányokat (nyújtott szalagokat) az MPI rendszeresen küldi ezekbe a gyárakba.
- A tűzben sértetlenül maradt, de elszennyeződött gépek tisztítása után ezeken a termelést meg kell indítani.
- A leégett fonócsarnokot az épület szomszédos részétől válaszfallal kell elválasztani és az ott megsérült tetőt ki kell javítani. A munkálatokhoz a Pamuttextilművek (a PNYV egy másik gyáregysége) segítségül szakembereket küld az MPI-hez.
- A II. sz. fonodát (Fonó II) részben át kell állítani ugyanolyan típusú fonalak gyártására, mint amik a Fonó I-ben készültek és ugyanebben a fonodában negyedik műszak formájában folyamatos (hétvégén is folyó) munkát kell rendszeresíteni. Ehhez a Fonó I munkásait kell bevonni. Gondoskodni kell arról, hogy az üzemi étkeztetés és a kisgyerekek bölcsődei, óvodai elhelyezése a gyár saját intézményeiben vasárnap is biztosítva legyen.
- A PNYV a szövöde fonalellátásának biztosítására a vállalat többi fonodájában hétvégi rendkívüli termelő műszakokat fog tartani.

A leégett fonodát újjáépítették, új gépeket szereztek be és 1978. január 3-án, a tűzeset évfordulóján a helyreállított üzemben ismét megindult a munka.

## Forrásjegyzék
- ↑ Bangha 1987:  Fejes Ferenc, Matóné Bangha Katalin: A nagy tűz, In: A Budaprint PNYV Magyar Pamutipar története, Szerk. Bangha Jenő, Budapest: Budaprint Pamutnyomóipari Vállalat, 1987, 121–131. o.
- ↑ Moldova 1986:  Moldova György: A szent tehén. Riport a textiliparról. 2. kiad. Budapest: Magvető. 1986.   19., 235. o. ISBN 963-14-0382-3
- ↑ Hanák 1964:  Hanák Péter, Hanák Katalin: A Magyar Pamutipar története. PNYV, Magyar Pamutipar 1. sz. gyáregysége, Budapest, 1964, 396. o.

## Kapcsolódó szócikk
- Magyar Pamutipar Rt.